# Sandi Čeh
Sandi Čeh, slovenski nogometaš, * 6. april 1983, Ptuj.
Čeh je slovenski profesionalni nogometaš, ki igra na položaju branilca. Od leta 2016 je član avstrijskega kluba SV Deutsch Goritz. Pred tem je igral za slovenske klube Aluminij, Stojnci in Zavrč. Skupno je v prvi slovenski ligi odigral 31 tekem in dosegel en gol.